# Mitja Mahorič
Mitja Mahorič (* 12. Mai 1976 in Ptuj) ist ein ehemaliger slowenischer Radrennfahrer.
Mitja Mahorič begann seine Karriere 2002 bei dem slowenischen Radsport-Team Perutnina Ptuj. In seinem zweiten Jahr konnte er die Gesamtwertung der Slowenien-Rundfahrt und später die nationale Zeitfahrmeisterschaft für sich entscheiden. Ein Jahr später gewann er eine Etappe bei der Slowenien-Rundfahrt und gewann das Rennen durch sein Heimatland zum zweiten Mal. In der Saison 2005 wurde er slowenischer Meister im Straßenrennen. 2006 gewann er den Raiffeisen Grand Prix und wurde unter anderem Sechster bei der Regio-Tour. 2008 gewann er die Gesamtwertung und zwei Etappen The Paths of King Nikola und die Classic Beograd-Cacak, 2009 die Istrian Spring Trophy.

## Erfolge
2003
- Gesamtwertung Slowenien-Rundfahrt
- Slowenischer Meister – Einzelzeitfahren

2004
- Gesamtwertung Slowenien-Rundfahrt

2005
- Slowenischer Meister – Straßenrennen

2006
- Raiffeisen Grand Prix

2007
- Gesamtwertung The Paths of King Nikola
- eine Etappe Tour du Loir-et-Cher
- eine Etappe Kroatien-Rundfahrt

2008
- Gesamtwertung und zwei Etappen The Paths of King Nikola
- Classic Beograd-Cacak

2009
- Gesamtwertung Istrian Spring Trophy

## Teams
- 2002–2008 Perutnina Ptuj
- 2009 Radenska KD Financial Point
- 2010–2011 Adria Mobil